# Nicolò Barella
Nicolò Barella (7. únor 1997 Cagliari, Itálie) je italský fotbalový záložník, který hraje za italský Inter a za italskou reprezentaci.

## Přestupy
- z Cagliari do Inter za 12 000 000 Euro (hostování)
- z Cagliari do Inter za 32 500 000 Euro

## Kariéra

### Klubová

#### Cagliari
Barella, narozený v Cagliari, je odchovancem Cagliari Calcio. V Serii A debutoval 4. května 2015 v utkání proti Parmě, když v 68. minutě v domácího vítězství 4:0 nahradil Diega Fariase.
V lednu 2016 odešel na hostování do druholigového týmu Como 1907, kde odehrál většinu druhé poloviny sezóny v základní sestavě.
Dne 17. září 2017 vstřelil svůj první profesionální gól v utkání proti SPAL při vítězství 2:0.

#### Inter
Dne 12. července 2019 se Barella připojil k Interu Milán na základě ročního hostování s povinnou opcí na následný přestup. V klubu podepsal čtyřletou smlouvou, která vstoupila v platnost po ukončení jeho hostování.
V klubu debutoval 26. srpna v prvním kole Serie A 2019/20 proti Lecce; ve druhém poločase vystřídal Matíase Vecina a v utkání asistoval na gól Antonia Candrevy.
V Lize mistrů debutoval 17. září proti Slavii Praha; v 71. minutě nahradil na hřišti Marcela Brozoviće, v nastavení druhého poločasu vstřelil vyrovnávací gól a pomohl Interu k domácí remíze 1:1; byl to jeho první gól v soutěži i v dresu Interu.
Dne 9. listopadu vstřelil svůj první ligový gól v klubu, a to při domácím vítězství 2:1 nad Veronou.
Svůj první gól ve Coppě Italia vstřelil 29. ledna 2020 při domácím vítězství 2:1 nad Fiorentinou ve čtvrtfinále turnaje.
Dne 17. ledna 2021 Barella asistoval na první a vstřelil druhý gól při výhře 2:0 proti Juventusu.

### Reprezentační
Barella se zúčastnil Mistrovství Evropy UEFA do 19 let 2016, kde Itálie skončila na druhém místě. V týmu do 20 let se zúčastnil Mistrovství světa 2017, kde pomohl k zisku bronzových medailí.
Barella debutoval v italské reprezentaci do 21 let 1. září 2017 v přátelském utkání proti Španělsku.
Barella byl poprvé povolán do seniorské reprezentace manažerem Gianem Pierem Venturou na kvalifikační zápasy na Mistrovství světa 2018 proti Severní Makedonii a Albánii v říjnu 2017.
Barella debutoval v týmu 10. října 2018 pod vedením trenéra Roberta Manciniho v přátelské zápase proti Ukrajině v Janově. 23. března 2019 vstřelil Barella svůj reprezentační gól při domácím vítězství 2:0 nad Finskem v kvalifikačním zápase na Euro 2020.
V roce 2019 se zúčastnil Mistrovství Evropy do 21 let.

## Statistika

### Klubová
| Sezóna             | Klub               | Liga               | Liga   | Liga | Ligové poháry | Ligové poháry | Ligové poháry | Kontinentální poháry | Kontinentální poháry | Kontinentální poháry | Celkem | Celkem |
| Sezóna             | Klub               | Soutěž             | Zápasy | Góly | Soutěž        | Zápasy        | Góly          | Soutěž               | Zápasy               | Góly                 | Zápasy | Góly   |
| ------------------ | ------------------ | ------------------ | ------ | ---- | ------------- | ------------- | ------------- | -------------------- | -------------------- | -------------------- | ------ | ------ |
| 2014/15            | Cagliari           | Serie A            | 3      | 0    | IP            | 1             | 0             | -                    | 0                    | 0                    | 4      | 0      |
| 2015/16            | Cagliari           | Serie B            | 5      | 0    | IP            | 0             | 0             | -                    | 0                    | 0                    | 5      | 0      |
| 2016               | Como               | Serie A            | 16     | 0    | IP            | 0             | 0             | -                    | 0                    | 0                    | 16     | 0      |
| 2016/17            | Cagliari           | Serie A            | 28     | 0    | IP            | 2             | 0             | -                    | 0                    | 0                    | 30     | 0      |
| 2017/18            | Cagliari           | Serie A            | 34     | 6    | IP            | 1             | 0             | -                    | 0                    | 0                    | 35     | 6      |
| 2018/19            | Cagliari           | Serie A            | 35     | 1    | IP            | 3             | 0             | -                    | 0                    | 0                    | 38     | 1      |
| Celkem za Cagliari | Celkem za Cagliari | Celkem za Cagliari | 105    | 7    | -             | 7             | 0             | -                    | 0                    | 0                    | 112    | 7      |
| 2019/20            | Inter              | Serie A            | 27     | 1    | IP            | 4             | 1             | LM+EL                | 4+6                  | 1+1                  | 41     | 4      |
| 2020/21            | Inter              | Serie A            | 36     | 3    | IP            | 4             | 0             | LM                   | 6                    | 0                    | 46     | 3      |
| 2021/22            | Inter              | Serie A            | 36     | 3    | IP+IS         | 5+1           | 1+0           | LM                   | 6                    | 0                    | 48     | 4      |
| 2022/23            | Inter              | Serie A            | 35     | 6    | IP+IS         | 4+1           | 0             | LM                   | 12                   | 3                    | 52     | 9      |
| 2023/24            | Inter              | Serie A            | 37     | 2    | IP+IS         | 1+2           | 0+0           | LM                   | 8                    | 0                    | 48     | 2      |
| 2024/25            | Inter              | Serie A            | 33     | 3    | IP+IS         | 2+2           | 0             | LM                   | 14                   | 0                    | 51     | 3      |
| Celkem za Inter    | Celkem za Inter    | Celkem za Inter    | 204    | 18   | -             | 26            | 2             | -                    | 55                   | 5                    | 286    | 25     |
| Celkově            | Celkově            | Celkově            | 325    | 25   | -             | 33            | 2             | -                    | 55                   | 5                    | 414    | 32     |

### Reprezentační

#### Statistika na velkých turnajích
| Reprezentace | Rok     | Zápasy             | Zápasy | Zápasy     | Zápasy           | Zápasy           | Zápasy           |
| Reprezentace | Rok     | Fáze turnaje       | Datum  | Soupeř     | Odehraných minut | Vstřelené branky | Výsledek         |
| ------------ | ------- | ------------------ | ------ | ---------- | ---------------- | ---------------- | ---------------- |
| Itálie       | ME 2020 | 1 zápas ve skupině | 11. 6. | Turecko    | 90               | 0                | 3:0              |
| Itálie       | ME 2020 | 2 zápas ve skupině | 16. 6. | Švýcarsko  | 87               | 0                | 3:0              |
| Itálie       | ME 2020 | Osmifinále         | 26. 6. | Rakousko   | 67               | 0                | 2:1 v prodl.     |
| Itálie       | ME 2020 | Čtvrtfinále        | 2. 7.  | Belgie     | 90               | 1                | 2:1              |
| Itálie       | ME 2020 | Semifinále         | 6. 7.  | Španělsko  | 85               | 0                | 1:1, 4:2 na pen. |
| Itálie       | ME 2020 | Finále             | 11. 7. | Anglie     | 54               | 0                | 1:1, 3:2 na pen. |
| Itálie       | ME 2024 | 1 zápas ve skupině | 15. 6. | Albánie    | 90               | 1                | 2:1              |
| Itálie       | ME 2024 | 2 zápas ve skupině | 20. 6. | Španělsko  | 90               | 0                | 0:1              |
| Itálie       | ME 2024 | 3 zápas ve skupině | 24. 6. | Chorvatsko | 90               | 0                | 1:1              |
| Itálie       | ME 2024 | Osmifinále         | 29. 6. | Švýcarsko  | 64               | 0                | 0:2              |

#### Reprezentační branky
| Gól | Datum        | Stadion                                | Soupeř     | Skóre | Výsledek | Soutěž                                       |
| --- | ------------ | -------------------------------------- | ---------- | ----- | -------- | -------------------------------------------- |
| 010 | 23. 3. 2019  | Bluenergy Stadium, Udine, Itálie       | Finsko     | 1:0   | 2:0      | Kvalifikace na ME 2020                       |
| 02  | 8. 6. 2019   | Olympijský stadion, Athény, Řecko      | Řecko      | 0:1   | 0:3      | Kvalifikace na ME 2020                       |
| 03  | 18. 11. 2019 | Stadio Renzo Barbera, Palermo, Itálie  | Arménie    | 3:0   | 9:1      | Kvalifikace na ME 2020                       |
| 04  | 7. 9. 2020   | Amsterdam ArenA, Amsterdam, Nizozemsko | Nizozemsko | 0:1   | 0:1      | Liga národů UEFA 2020/2021 – Liga A          |
| 05  | 4. 6. 2021   | Stadio Renato Dall'Ara, Boloňa, Itálie | Česko      | 2:0   | 4:0      | Přátelské utkání                             |
| 06  | 2. 7. 2021   | Allianz Arena, Mnichov, Nizozemsko     | Belgie     | 0:1   | 1:2      | Mistrovství Evropy 2020 – čtvrtfinále        |
| 07  | 10. 10. 2021 | Allianz Stadium, Turín, Itálie         | Belgie     | 1:0   | 2:1      | Liga národů UEFA 2020/2021 – Finálový turnaj |
| 08  | 7. 6. 2022   | Orogel Stadium, Cesena, Itálie         | Maďarsko   | 1:0   | 2:1      | Liga národů UEFA 2022/2023 – Liga A          |
| 09  | 24. 3. 2024  | Red Bull Arena, Harrison, USA          | Ekvádor    | 0:2   | 0:2      | Přátelské utkání                             |
| 010 | 15. 6. 2024  | Signal Iduna Park, Dortmund, Albánie   | Albánie    | 2:1   | 2:1      | Mistrovství Evropy 2024 – skupina            |

## Úspěchy

### Klubové

#### Národní
- vítěz italské ligy (2x)

Inter: 2020/21, 2023/24
- vítěz italského poháru (2x)

Inter: 2021/22, 2022/23
- vítěz italského superpoháru (3x)

Inter: 2021, 2022, 2023

### Reprezentační
- 2× na ME (2020 – zlato, 2024)
- 2× na LN (2020/21 – bronz, 2022/23 – bronz)

### Individuální
- Jedenáctka sezóny Serie A: 2019, 2020, 2021, 2022, 2023
- Nejlepší záložník Serie A: 2020/21, 2022/23
- Jedenáctka sezóny EL: 2019/20

### Vyznamenání
Řád zásluh o Italskou republiku (16. 7. 2021) z podnětu Prezidenta Itálie